# Gornji Bitelić
Gornji Bitelić – wieś w Chorwacji, w żupanii splicko-dalmatyńskiej, w gminie Hrvace. W 2011 roku liczyła 192 mieszkańców.